# سرگی میندیرگاسوف
سرگی میندیرگاسوف (انگلیسی: Sergey Mindirgasov؛ زادهٔ ۱۴ نوامبر ۱۹۵۹) ورزشکار شمشیربازی اهل اتحاد جماهیر شوروی سوسیالیستی است.
وی در مسابقات کشوری و بین‌المللی در مجموع برندهٔ ۱ مدال نقره شده‌است.